# Humphrey Bogart
Humphrey DeForest Bogart (New York, 25 december 1899 – Los Angeles (Californië), 14 januari 1957) was een Amerikaans acteur.
De verschijning van Bogart met zijn hoed, regenjas, zijn platte Amerikaanse accent en zijn onafscheidelijke sigaret groeide uit tot een icoon van de filmgeschiedenis. In 1999 werd hij door het American Film Institute (AFI) gekozen tot de grootste mannelijke filmlegende aller tijden.

## Biografie
Bogart werd in New York geboren als zoon van een chirurg uit Manhattan en een illustratrice. Zijn ouders waren van Nederlandse en Engelse afkomst. Hij werd naar de Phillips Academy in Andover, Massachusetts, gestuurd ter voorbereiding op een studie medicijnen, maar werd van school gestuurd, waarop hij dienst nam bij de Amerikaanse marine. Hij raakte in dienst gewond, waardoor de gedeeltelijke verlamming ontstond die zijn karakteristieke manier van praten veroorzaakte.
In 1922 rolde hij in het artiestenvak, alhoewel Alexander Woollcott zijn acteerprestaties omschreef als: "Hij is wat gewoonlijk genadig wordt beschreven als ontoereikend". Na een aantal kleine rollen, in eerste instantie voor de Fox Studio die hem na twee jaar alweer liet gaan, brak Bogart door met de film The Petrified Forest (1936). Hij werd voor de rol op voorspraak van Broadway-collega Leslie Howard verkozen boven Edward G. Robinson. Zijn prestatie bracht hem een langdurig contract met Warner Brothers en hij maakte in de periode 1936-1940 28 films, waarin hij meestal een gangsterrol had.

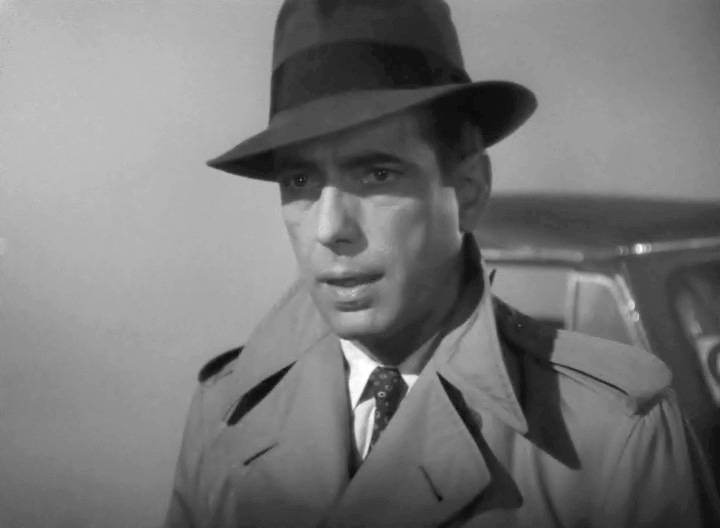
Humphrey Bogart in Casablanca

In 1941 leverde hij (kwalitatief) zijn beste prestatie met rollen in High Sierra en The Maltese Falcon. In de jaren daarna maakte hij nog meer klassiekers, zoals Casablanca, Key Largo en The Big Sleep.
In 1943 speelde hij de rol van stuurman Joe Rossi in Action in the North Atlantic, in Nederland uitgebracht in 1945 onder de titel Konvooi naar Moermansk. De film begon met Bogarts uitspraak: I am Joe Rossi, first mate on the United States Steamer Seagull.
"Bogie" ontving in 1951 een Oscar voor beste acteur voor zijn rol in The African Queen. Hij had al een Oscarnominatie voor Casablanca en zou er nog één krijgen voor zijn rol in The Caine Mutiny. Toen hij deze laatstgenoemde film in 1954 maakte, was hij al ernstig ziek en hij overleed in 1957 in zijn slaap toen hij een operatie voor keelkanker had ondergaan. Bogart werd 57 jaar.
Bogart was vier keer getrouwd. Zijn eerste huwelijk met Helen Menken duurde slechts een jaar, met Mary Philips was hij vervolgens tien jaar getrouwd. Daarna trouwde hij in 1938 met Mayo Methot. Dit huwelijk hield stand tot 1945. Met zijn laatste vrouw, Lauren Bacall, was hij van 1945 tot aan zijn dood getrouwd. Samen met Bacall had Bogart een dochter en een zoon.

## Filmografie
- Life (1920) - Klein rolletje (Niet op aftiteling)
- Up the River (1930) - Steve
- A Devil with Women (1930) - Tom Standish
- Body and Soul (1931) - Jim Watson
- The Bad Sister (1931) - Valentine Corliss
- A Holy Terror (1931) - Steve Nash
- Love Affair (1932) - Jim Leonard
- Big City Blues (1932) - Shep Adkins (Niet op aftiteling)
- Three on a Match (1932) - Harve
- Midnight (1934) - Gar Boni
- The Petrified Forest (1936) - Duke Mantee
- Bullets or Ballots (1936) - Nick 'Bugs' Fenner
- Two Against the World (1936) - Sherry Scott
- China Clipper (1936) - Hap Stuart
- Isle of Fury (1936) - Valentine 'Val' Stevens
- Black Legion (1937) - Frank Taylor
- The Great O'Malley (1937) - John Phillips
- Marked Woman (1937) - David Graham
- Kid Galahad (1937) - Turkey Morgan
- San Quentin (1937) - Joe 'Red' Kennedy
- Dead End (1937) - Hugh 'Baby Face'/'Marty' Martin
- Stand-In (1937) - Doug Quintain
- Swing Your Lady (1938) - Ed Hatch
- Crime School (1938) - Assistent-commissaris Mark Braden
- Men Are Such Fools (1938) - Harry Galleon
- Racket Busters (1938) - John 'Czar' Martin
- The Amazing Dr. Clitterhouse (1938) - 'Rocks' Valentine
- Angels with Dirty Faces (1938) - James Frazier
- King of the Underworld (1939) - Joe Gurney
- The Oklahoma Kid (1939) - Whip McCord
- You Can't Get Away with Murder (1939) - Frank Wilson
- Dark Victory (1939) - Michael O'Leary
- The Roaring Twenties (1939) - George Hally
- The Return of Doctor X (1939) - Dr. Maurice Xavier, aka Marshall Quesne
- Invisible Stripes (1939) - Chuck Martin
- Virginia City (1940) - John Murrell
- It All Came True (1940) - Grasselli aka Chips Maguire
- Brother Orchid (1940) - Jack Buck
- They Drive by Night (1940) - Paul Fabrini
- High Sierra (1941) - Roy Earle
- The Wagons Roll at Night (1941) - Nick Coster
- The Maltese Falcon (1941) - Sam Spade
- All Through the Night (1941) - Mr. Alfred 'Gloves' Donahue
- In This Our Life (1942) - Barklant (Niet bevestigd)
- The Big Shot (1942) - Joseph 'Duke' Berne
- Across the Pacific (1942) - Rick Leland
- Casablanca (1942) - Rick Blaine
- Action in the North Atlantic (1943) - Lt. Joe Rossi
- Sahara (1943) - Sgt. Joe Gunn
- Passage to Marseille (1944) - Jean Matrac
- To Have and Have Not (1944) - Harry 'Steve' Morgan
- Conflict (1945) - Richard Mason
- The Big Sleep (1946) - Philip Marlowe
- Dead Reckoning (1947) - Kapt. 'Rip' Murdock
- The Two Mrs. Carrolls (1947) - Geoffrey Carroll
- Dark Passage (1947) - Vincent Parry
- The Treasure of the Sierra Madre (1948) - Dobbs
- Key Largo (1948) - Frank McCloud
- Knock on Any Door (1949) - Andrew Morton
- Tokyo Joe (1949) - Joseph 'Joe' Barrett
- Chain Lightning (1950) - Lt. Kol. Matthew 'Matt' Brennan
- In a Lonely Place (1950) - Dixon Steele
- The Enforcer (1951) - Openbaar aanklager Martin Ferguson
- Sirocco (1951) - Harry Smith
- The African Queen (1951) - Charlie Allnut
- Deadline - U.S.A. (1952) - Ed Hutcheson
- Battle Circus (1953) - Maj. Jed Webbe
- The Jack Benny Program Televisieserie - Babyface Bogart (Afl., Humphrey Bogart Show, 1953)
- Beat the Devil (1953) - Billy Dannreuther
- The Caine Mutiny (1954) - Lt. Cmdr. Philip Francis Queeg
- Sabrina (1954) - Linus Larrabee
- The Barefoot Contessa (1954) - Harry Dawes
- Producers' Showcase Televisieserie - Duke Mantee (Afl., The Petrified Forest, 1955)
- We're No Angels (1955) - Joseph
- The Left Hand of God (1955) - James 'Jim' Carmody
- The Desperate Hours (1955) - Glenn Griffin
- The Harder They Fall (1956) - Eddie Willis

## Trivia
- Er is een hardnekkig broodjeaapverhaal over Bogarts geboortedatum. De PR-afdeling van Warner Brothers zou hebben besloten dat Bogart niet op 23 januari, maar op 25 december geboren moest zijn, want A guy born on Christmas can't be all bad. Dit verhaal werd later ontkracht, onder andere door de vondst van een vermelding in de Ontario County Times van de geboorte van een zoon van het echtpaar Bogart op 25 december 1899.[1]
- Tijdens de Tweede Wereldoorlog speelde Bogart correspondentieschaak met Amerikaanse soldaten.
- Bogart heeft Engelse en Nederlandse voorouders (Bogaert).
- Peter Lorre was degene die Bogart overhaalde Lauren Bacall te trouwen. Hij zei tegen Bogart: "Five good years are better than none!"[2]
- Bogart duikt samen met zijn vrouw, Lauren Bacall, op in de Looney Tunescartoons "Bacall To Arms" en "Slick Hare".